# Coalition démocratique (Grèce)
Pour les articles homonymes, voir Coalition démocratique.
 (février 2025).
Si vous disposez d'ouvrages ou d'articles de référence ou si vous connaissez des sites web de qualité traitant du thème abordé ici, merci de compléter l'article en donnant les références utiles à sa vérifiabilité et en les liant à la section « Notes et références ».
La Coalition démocratique (en grec : Δημοκρατική Συμπαράταξη (Dimokratikí Symparátaxi)) est une coalition politique formée le 30 août 2015 en vue des élections législatives grecques de septembre 2015. Elle regroupe le Mouvement socialiste panhellénique (PASOK) et la Gauche démocrate (DIMAR).
Le 12 janvier 2017, le Mouvement des socialistes démocrates (Kinima) de l'ancien Premier ministre socialiste Giórgos Papandréou rejoint la coalition.

## Élections législatives
| Année          | Voix    | %    | Sièges   | Rang | Gouvernement |
| -------------- | ------- | ---- | -------- | ---- | ------------ |
| septembre 2015 | 341 732 | 6,29 | 17 / 300 | 4e   | Opposition   |